# Swiss Darts Trophy
De Swiss Darts Trophy is een darttoernooi dat onderdeel uitmaakt van de European Tour van de PDC. De eerste editie vond in september 2024 plaats in Bazel. Het was het eerste rankingtoernooi van de PDC in Zwitserland. Voor 2025 heeft de PDC ook reeds een editie aangekondigd.

## Finales
| Jaar | Winnaar (gemiddelde in finale) | Legs  | Runner-up (gemiddelde in finale) | Locatie                | Bron  |
| ---- | ------------------------------ | ----- | -------------------------------- | ---------------------- | ----- |
| 2024 | Martin Schindler (93.03)       | 8 – 7 | (93.68) Ryan Searle              | St. Jakobshalle, Bazel | [ 3 ] |
| 2025 |                                | –     |                                  | St. Jakobshalle, Bazel |       |

2024 · 2025
2004 · 2005 · 2006 · 2007 · 2008 · 2009 · 2010 · 2011 · 2012 · 2013 · 2014 · 2015 · 2016 · 2017 · 2018 · 2019 · 2020 · 2021 · 2022 · 2023 · 2024 · 2025